# Саатли
Саатли́ (азерб. Saatlı) — місто в Азербайджані, адміністративний центр Саатлинського району. Розташоване на правому березі річки Аракс за 189 км на південний захід від Баку. Залізнична станція на лінії Баку — Єреван.

## Економіка
Харчові підприємства, бавовно-очисний, асфальтний заводи.

## Культура
Історико-краєзнавчий музей.

## Уродженці
- Емін Махмудов (* 1992) — азербайджанський та російський футболіст.